# Chōei Satō
Chōei Satō (jap. 佐藤長栄 Satō Chōei; ur. 15 kwietnia 1951) – japoński piłkarz, reprezentant kraju.

## Kariera klubowa
Od 1974 do 1988 roku występował w klubie Furukawa Electric.

## Kariera reprezentacyjna
W reprezentacji Japonii zadebiutował w 1978.

## Statystyki
| Reprezentacja Japonii | Reprezentacja Japonii | Reprezentacja Japonii |
| Rok                   | Mecze                 | Gole                  |
| --------------------- | --------------------- | --------------------- |
| 1978                  | 1                     | 0                     |
| Razem                 | 1                     | 0                     |